# بل-لوک
بل-لوک (به اسپانیایی: Bell Lloch) یک منطقهٔ مسکونی در اسپانیا است که در پلا د اورگل واقع شده‌است. بل-لوک ۳۴٫۹ کیلومتر مربع مساحت دارد.